# Anbjŏn
Okres Anbjŏn (korejsky 안변군) je okres v Kangwonu, provincii na jihovýchodě Severní Korey. V roce 2008 měl bezmála 94 tisíc obyvatel.

## Poloha a doprava
Na jihozápadě zasahuje do okresu pohoří Tchebek. 
Okres sousedí na severozápadě s městem Wonsanem. Dále sousedí na západě s okresem Pŏptongem, na jihozápadě s okresem Kosanem, na jihu s okresem Höjangem a východě s okresem Tchongčchŏnem.
Přes okres prochází od severu k jihu železniční trať Kowŏn – Pchjŏnggang, od které se zde odpojuje na jihovýchod vedoucí železniční trať Anbjŏn – Kosŏng.

## Dějiny
Do září 1946 byl okres součástí provincie Jižní Hamgjong.